# Plagiocladus diandrus
Plagiocladus diandrus là một loài thực vật có hoa trong họ Diệp hạ châu. Loài này được (Pax) Jean F.Brunel miêu tả khoa học đầu tiên năm 1987.